# Moszuriw
Moszuriw (ukr. Мошурів, hist. pol. Moszurów) – wieś na Ukrainie, w obwodzie czerkaskim, w rejonie zwinogródzkim. W 2001 liczyła 2015 mieszkańców, wśród których 1984 jako ojczysty język wskazało ukraiński, 28 rosyjski, 2 mołdawski, a 1 polski.